# UPW Tag Team Championship
L'UPW Tag Team Championship, nato come RPW Tag Team Championship e promosso anche come NWA Upstate Tag Team Championship e NWA New York Tag Team Championship, è un titolo promosso dalla federazione Upstate Pro Wrestling, fino al 2013 associata alla National Wrestling Alliance (NWA).

## Albo d'oro
| Legenda  |                                                                               |
| -------- | ----------------------------------------------------------------------------- |
| #        | Indica il numero del regno titolato                                           |
| Regno    | Viene indicato il numero del regno del campione                               |
| Data     | La data in cui il titolo è stato vinto                                        |
| Località | Indica il luogo in cui il titolo è stato vinto                                |
| Note     | Indica notizie particolari riguardanti i cambi di titolo o altre informazioni |

| #  | Campione                            | Regno | Data              | Giorni | Località              | Evento                         | Note | Fonti                |
| -- | ----------------------------------- | ----- | ----------------- | ------ | --------------------- | ------------------------------ | --- | -------------------- |
| 1  | Freddie Midnight e Brodie Lee       | 1     | 6 dicembre 2003   | 91     | Rochester, New York   | House show                     | In uno spareggio per decretare i campioni inaugurali del RPW Tag Team Championship contro Jake n Bake e Jimmy Olsen. |                      |
| 2  | Jason Atlas e Steve Kruz            | 1     | 6 marzo 2004      | 35     | Rochester, New York   | House show                     | |                      |
| 3  | Jake n Bake e Jimmy Olsen           | 1     | 10 aprile 2004    | 21     | Rochester, New York   | House show                     | |                      |
| 4  | Sammy Dunn e Dave Marcos            | 1     | 1 maggio 2004     | 196    | Rochester, New York   | A Brand New Millennium         | In un 3-way tag team match a cui partecipava anche il team di Diabli Santiago e Oman Tortuga. Nel corso del mese di maggio il titolo è stato rinominato in NWA Upstate Tag Team Championship quando la federazione ha iniziato a collaborare con la National Wrestling Alliance, cambiando nome in NWA Upstate.     | [ 2 ]                |
| 5  | Colin Olsen e Jimmy Olsen (2)       | 1     | 13 novembre 2004  | 182    | Rochester, New York   | Lethal Encounter               | | [ 3 ]                |
| 6  | Diablo Santiago e Oman Tortuga      | 1     | 14 maggio 2005    | 119    | Irondequoit, New York | Spring Fling                   | | [ 4 ]                |
| —  | Vacante                             | —     | 10 settembre 2005 | —      | —                     | —                              | Il titolo fu reso vacante per mancata difesa. |                      |
| 7  | M-Dogg e Josh Prohibition           | 1     | 10 settembre 2005 | 154    | Rochester, New York   | Upstate 8                      | In un torneo per riassegnare il titolo vacante, sconfiggendo in finale Austin Aries e Roderick Strong. | [ 5 ]                |
| 8  | Cheech e Cloudy                     | 1     | 11 febbraio 2006  | 196    | Rochester, New York   | February Fallout               | | [ 6 ]                |
| 9  | Sammy Dunn e Dave Marcos            | 2     | 26 agosto 2006    | 399    | Rochester, New York   | Upstate 8                      | | [ 7 ]                |
| 10 | Buddy Delmar e Frank the Tank       | 1     | 29 settembre 2007 | 286    | Henrietta, New York   | The Indytational               | | [ 8 ]                |
| 11 | Evan McCloud e Kyle McCloud         | 1     | 11 luglio 2008    | 127    | Henrietta, New York   | Showdown at Sundown            | | [ 9 ]                |
| 12 | Hellcat e Triple X                  | 1     | 15 novembre 2008  | 588    | Henrietta, New York   | Pilgrims and Piledrivers       | Il 1° luglio 2009 il titolo è stato rinominato in NWA New York Tag Team Championship, seguendo il cambio di nome della federazione. | [ 10 ]               |
| 13 | Coconut Jones e Maximo Suave        | 1     | 26 giugno 2010    | 427    | Irondequoit, New York | Continuing the Tradition       | In un 4-way tag team match al quale prendevano parte anche i team dei McCloud e di Brodie Lee e Cloudy. | [ 11 ]               |
| 14 | Evan McCloud e Kyle McCloud         | 2     | 27 agosto 2011    | 98     | Rochester, New York   | Flyin' High                    | | [ 12 ]               |
| 15 | Harley Stevens e Soundcheck Sully   | 1     | 12 maggio 2012    | 259    | Rochester, New York   | House show                     | |                      |
| 16 | Evan McCloud e Kyle McCloud         | 3     | 12 gennaio 2013   | 245    | Rochester, New York   | House show                     | |                      |
| 17 | Hellcat (2) e Rob Sweet             | 1     | 18 maggio 2013    | 294    | Rochester, New York   | House show                     | Nel giugno 2013 il titolo è stato rinominato UPW Tag Team Championship, in seguito al termine della collaborazione con la National Wrestling Alliance e al cambio di nome in Upstate Pro Wrestling. |                      |
| 18 | Harley Stevens e Jeff Sturges       | 1     | 8 marzo 2014      | 126    | Rochester, New York   | House show                     | |                      |
| 19 | Nick Ando e Marc Hauss              | 1     | 12 luglio 2014    | 245    | Rochester, New York   | Red, White & Bruised           | | [ 13 ]               |
| —  | Vacante                             | —     | 14 marzo 2015     | —      | —                     | —                              | Hauss rese il titolo vacante in seguito ad un infortunio. |                      |
| 20 | Hellcat (3) e Rob Sweet (2)         | 2     | 14 marzo 2015     | 245    | Rochester, New York   | March Meltdown                 | In uno spareggio per riassegnare il titolo vacante contro Dewey Murray e Harley Stevens. | [ 14 ]               |
| 21 | Coleman Jackson e Krist Worthless   | 1     | 14 novembre 2015  | 56     | Rochester, New York   | November 2 Dismember           | In un 3-way tag team match a cui partecipava anche il team di Anthony Gaines e Jet Rebel. | [ 15 ]               |
| 22 | Cheech (2) e Colin Delaney          | 1     | 9 gennaio 2016    | 45     | Rochester, New York   | Wrestle Bowl                   | | [ 16 ]               |
| 23 | Ryan Cassidy e Vaughn Vertigo       | 1     | 14 maggio 2016    | 301    | Rochester, New York   | Anniversary Anarchy 13         | In uno spareggio per riassegnare il titolo vacante contro i team di Cassidy e Vertigo, di Dewey Murray e Professor Wressler e di Eric Rosecroft e Joe O'Connor. | [ 17 ]               |
| 24 | Hellcat (4) e Bobbby DiPinto        | 1     | 11 marzo 2017     | 147    | Rochester, New York   | March Meltdown                 | In un 3-way tag team match a cui partecipava anche il team di Maximo Suave e Chris Cayden. | [ 18 ]               |
| 25 | Chris Cayden e Maximo Suave (2)     | 1     | 5 agosto 2017     | 56     | Rochester, New York   | Headlocks & Homeruns           | | [ 19 ]               |
| 26 | Hellcat (5) e Mattick               | 1     | 30 settembre 2017 | 14     | Massena, New York     | Fight for the Mind             | | [ 20 ]               |
| —  | Vacante                             | —     | 14 ottobre 2017   | —      | —                     | —                              | Il titolo fu reso vacante per motivi non noti. |                      |
| 27 | Chris Cayden (2) e Maximo Suave (3) | 2     | 14 ottobre 2017   | 154    | Rochester, New York   | KDW Monster's Brawl            | In uno spareggio per riassegnare il titolo vacante contro Hellcat e Bobby DiPinto. Il 13 gennaio 2018 sconfissero anche Krist Worthless e Cloudy, unificando all'interno del titolo il KDW Tag Team Championship.                                                                                                   | [ 21 ] [ 22 ]        |
| 28 | Cloudy (2) e Krist Worthless (2)    | 1     | 17 marzo 2018     | 56     | Rochester, New York   | March Meltdown                 | | [ 23 ]               |
| 29 | Chris Cayden (3) e Maximo Suave (4) | 3     | 12 maggio 2018    | 168    | Rochester, New York   | Anniversary Anarchy 15         | In un War Games in cui i due fecero team con Nick Ando e Gregory Iron per sconfiggere il team di Worthless, Cloudy, Mattick e Jensen nel quale oltre al titolo tag erano in palio l'UPW Heavyweight Championship di Mattick e l'UPW 585 Live Championship detenuto da Jensen, vinti rispettivamente da Ando e Iron. | [ 24 ] [ 25 ] [ 26 ] |
| 30 | Hellcat (6) e Mattick (2)           | 2     | 27 ottobre 2018   | 7      | Rochester, New York   | Brawl at the Mall              | In un 4-way tag team match a cui prendevano parte anche i JBRD e il team di T.C. Cooper e Cody Love. | [ 27 ]               |
| 31 | Chris Cayden (4) e Maximo Suave (5) | 4     | 3 novembre 2018   | 70     | Duanesburg, New York  | Pilgrims & Piledrivers         | | [ 28 ]               |
| 32 | Hellcat (7) e Jeremy Jensen         | 1     | 12 gennaio 2019   | 119    | Rochester, New York   | WrestleBowl                    | | [ 29 ]               |
| 33 | T.C. Cooper e Cody Love             | 1     | 11 maggio 2019    | 60     | Rochester, New York   | Anniversary Anarchy            | | [ 30 ]               |
| 34 | Buddy Delmar e Frank the Tank       | 2     | 10 luglio 2019    | 3      | Penn Yan, New York    | Big Trouble in Little Penn Yan | | [ 31 ]               |
| 35 | T.C. Cooper e Cody Love             | 2     | 13 luglio 2019    | 119    | Rochester, New York   | Red, White & Bruised           | | [ 32 ]               |
| 36 | Evan McCloud e Kyle McCloud         | 4     | 9 novembre 2019   | 883    | Rochester, New York   | Upstate 8                      | In un 4-way tag team match a cui prendevano parte anche i team di Maximo Suave e Chris Cayden e di Buddy Delmar e Frank the Tank. | [ 33 ]               |
| —  | Vacante                             | —     | 10 aprile 2022    | —      | —                     | —                              | Il titolo fu reso vacante per motivi non noti. |                      |
| 37 | Troy Cooper e Matt Lawson           | 1     | 22 maggio 2022    | 238    | Rochester, New York   | A New Beginning                | In un torneo per riassegnare il titolo vacante, sconfiggendo in finale H.C. Loc e J.C. Money. | [ 34 ]               |
| 38 | Chael Connors e T.J. Epix           | 1     | 21 maggio 2023    | 145    | Rochester, New York   | Year 20                        | | [ 35 ]               |
| 39 | Troy Cooper e Matt Lawson           | 2     | 13 ottobre 2023   | 303    | Rochester, New York   | Brawl at the Mall              | | [ 36 ]               |
| 40 | Kodiak e ShadoKat                   | 1     | 11 agosto 2024    | 118    | Henrietta, New York   | Totally Sanctioned             | | [ 37 ]               |
| 41 | Mike Gagne e Tyler Price            | 1     | 7 dicembre 2024   | 91     | Henrietta, New York   | The Fight Before Christmas     | In un 4-way tag team match a cui prendevano parte anche i team di Troy Cooper e Matt Lawson e di Buck Bailey e Wayne Westwood. | [ 38 ]               |
| 42 | Buck Bailey e Wayne Westwood        | 1     | 8 marzo 2025      | 126    | Henrietta, New York   | House show                     | |                      |
| 43 | Chris Cayden (5) e Hellcat (8)      | 1     | 12 luglio 2025    | 0      | Henrietta, New York   | Upstate 8                      | | [ 39 ]               |
| 44 | Canaan Kristopher e Glenn Spectre   | 1     | 12 luglio 2025    | 9+     | Henrietta, New York   | Upstate 8                      | | [ 39 ]               |